# Choi Ye-na
Choi Ye-na, także Yena (kor. 최예나, ur. 29 września 1999 w Seulu) – południowokoreańska piosenkarka i aktorka. Najbardziej znana jako uczestniczka trzeciej edycji programu Produce 48 i debiutu w zwycięskim składzie zespołu Iz*One. Obecnie jest aktorką i solistką w wytwórni Yuehua Entertainment. Zadebiutowała jako solistka 17 stycznia 2022 roku minialbumem Smiley.

## Życiorys

### Wczesne życie
Choi Ye-na urodziła się 29 września 1999 roku w Gil-Dong, Gangdong w Korei Południowej. Jest młodszą siostrą piosenkarza i aktora Choi Sung-min. Jako dziecko zdiagnozowano u niej chłoniaka. Uczęszczała do gimnazjum Janghang.

### 2018–2021:Produce 48, Iz*One
Od 15 czerwca do 31 sierpnia 2018 roku Yena (wraz z członkiniami Everglow Kim Si-hyeon i Wang Yiren) reprezentowała Yuehua Entertainment w programie survivalowym Produce 48. Zajęła czwarte miejsce i zadebiutowała z Iz*One. Debiutancki minialbum Color*Iz została wydana 29 października 2018 roku wraz z głównym singlem „La Vie en Rose”.
Po debiucie w Iz*One, Yena została członkiem obsady Prison Life of Fools, obok JB z Got7, Jang Do-yeon, Jeong Hyeong-don i wielu innych.
21 grudnia 2020 roku Yena została ogłoszona jedną z członków obsady programu rozrywkowego Girls High School Mystery Class. Program jest pierwszym oryginalnym programem telewizyjnym TVING.
6 sierpnia 2021 roku Yena została potwierdzony jako prowadząca programu Studio Waffle Yena’s Animal Detective. Program zaczął być emitowany 24 sierpnia.

### 2022–2023: Debiut jako solistka
1 stycznia 2022 roku Choi ogłosiła za pośrednictwem swoich mediów społecznościowych, że zadebiutuje solowo z pierwszym minialbumem Smiley. 10 lutego 2022 Yena zdobyła swoje pierwsze w historii zwycięstwo w programie muzycznym M Countdown.
3 sierpnia 2022 roku Choi Ye-na wydała swój drugi minialbum Smartphone.
W styczniu 2023 roku Yena opublikowała plakat potwierdzający swój powrót z pierwszym singlem Love War zaplanowanym na 16 stycznia.
27 czerwca 2023 roku Yena wydała swój drugi singiel album Hate XX. Tytułowy utwór, „Hate Rodrigo”, którego Yena jest współautorką, odnosi się do amerykańskiej piosenkarki popowej Olivii Rodrigo, a tekst opisuje koncepcję „uroczej zazdrości” wobec Rodrigo, który stanowi obiekt zazdrości i podziwu. Teledysk do „Hate Rodrigo” opublikowany 27 czerwca również zawiera zdjęcia Rodrigo. Dwa dni po opublikowaniu teledysku, Yuehua Entertainment ustawili go jako prywatny, aby rozpatrzyć „możliwe naruszenia praw znaków towarowych, praw portretu i praw autorskich”. Teledysk został później ponownie udostępniony po znacznych edycjach, w tym usunięciu „wielu ujęć, które obejmowały plakaty Rodrigo na ścianach”.
W sierpniu 2023 roku Yena zadebiutowała w Japonii singlem „Smiley -Japanese Ver.-” (feat. Chanmina).

## Dyskografia

### Solo

#### Minialbumy
| Rok  | Dane dot. albumu                                                                                         | Najwyższa pozycja | Sprzedaż        |
| Rok  | Dane dot. albumu                                                                                         | KOR (Circle)      | Sprzedaż        |
| ---- | --- | ----------------- | --------------- |
| 2022 | Smiley - Wydany: 17 stycznia 2022 - Wytwórnia: Yuehua Entertainment - Format: CD, digital download       | 2                 | - KOR: 123 302+ |
| 2022 | Smartphone - Wydany: 3 sierpnia 2022 - Wytwórnia: Yuehua Entertainment - Format: CD, digital download    | 3                 | - KOR: 130 041+ |
| 2024 | Good Morning - Wydany: 15 stycznia 2024 - Wytwórnia: Yuehua Entertainment - Format: CD, digital download | 2                 | - KOR: 76 138+  |

### Single

#### Single albumy
| Rok  | Dane dot. albumu                                                                                     | Najwyższa pozycja | Sprzedaż        |
| Rok  | Dane dot. albumu                                                                                     | KOR (Circle)      | Sprzedaż        |
| ---- | --- | ----------------- | --------------- |
| 2023 | Love War - Wydany: 16 stycznia 2023 - Wytwórnia: Yuehua Entertainment - Format: CD, digital download | 6                 | - KOR: 108 426+ |
| 2023 | Hate XX - Wydany: 27 czerwca 2023 - Wytwórnia: Yuehua Entertainment - Format: CD, digital download   | 11                | - KOR: 98 578+  |

#### Single cyfrowe
| Rok                                                      | Tytuł                                    | Najwyższa pozycja | Najwyższa pozycja | Najwyższa pozycja | Płyta        |
| Rok                                                      | Tytuł                                    | Circle            | Hot               | JPN               | Płyta        |
| Koreańskie                                               | Koreańskie                               | Koreańskie        | Koreańskie        | Koreańskie        | Koreańskie   |
| -------------------------------------------------------- | ---------------------------------------- | ----------------- | ----------------- | ----------------- | ------------ |
| 2022                                                     | „Smiley” (z Bibi)                        | 8                 | 9                 | –                 | Smiley       |
| 2022                                                     | „Smartphone”                             | 119               | –                 | –                 | Smartphone   |
| 2023                                                     | „Love War” (z Be’O)                      | 71                | –                 | –                 | Love War     |
| 2023                                                     | „Hate Rodrigo” (z Yuqi ((G)I-dle))       | 117               | –                 | –                 | Hate XX      |
| 2024                                                     | „Good Morning”                           | 178               | –                 | –                 | Good Morning |
| Japońskie                                                |                                          |                   |                   |                   |              |
| 2023                                                     | „Smiley” (Japanese version) (z Chanmina) | –                 | –                 | 10                | –            |
| „–” oznacza, że singel nie był notowany na danej liście. |                                          |                   |                   |                   |              |

## Filmografia

### Seriale internetowe
| Rok  | Tytuł                        | Rola    | Uwagi        |
| ---- | ---------------------------- | ------- | ------------ |
| 2021 | The World of My 17: Season 2 | O Na-ri | TVN D STUDIO |

### Programy telewizyjne
| Rok  | Tytuł                            | Uwagi                |
| ---- | -------------------------------- | -------------------- |
| 2017 | Cooking Class                    | prowadząca           |
| 2018 | Produce 48                       | uczestniczka         |
| 2019 | Prison Life of Fools             | członek obsady       |
| 2021 | Fireworks Handsome               | prowadząca           |
| 2021 | Game of Blood                    | prowadząca           |
| 2022 | New Festa                        | uczestniczka         |
| 2022 | Fantastic Family                 | uczestniczka         |
| 2022 | Family Register Mate             | Członek specjalny    |
| 2022 | Is the parting will be a recall? | Sędzia               |
| 2023 | M Countdown                      | specjalna prowadząca |
| 2023 | HMLYCP                           | członek obsady       |
| 2023 | Girls Night Out                  | prowadząca           |

### Programy internetowe
| Rok  | Tytuł                           | Uwagi          |
| ---- | ------------------------------- | -------------- |
| 2021 | Girls High School Mystery Class | członek obsady |
| 2021 | Yena’s Animal Detective         | prowadząca     |
| 2022 | Idol Dictation Contest          | członek obsady |
| 2022 | Girls High School Mystery Class | członek obsady |
| 2022 | The Door: To Wonderland         | członek obsady |